# Brookfield Place (New York)
Brookfield Place (Trung tâm Tài chính Thế giới) hay World Financial Center là một trung tâm mua sắm và tòa nhà văn phòng phức hợp tại Hạ Manhattan của New York. Nó nằm trong khu phố Battery Park City, đối diện với Trung tâm Thương mại Thế giới qua Phố West và nhìn ra Sông Hudson . Khu phức hợp hiện do Brookfield Properties, một công ty con của Brookfield Asset Management, sở hữu và quản lý.
Được xây dựng vào năm 1983, ban đầu nó được sử dụng để che đi Battery Park City. Sau Sự kiện 11 tháng 9, một phần bên ngoài khu phức hợp bị hư hại, nhưng sau đó được sửa chữa lại. Năm 2014, khu phức hợp đã được lại tên mới.